# Большое Шиманиярви
Большое Шиманиярви — озеро на территории Ребольского сельского поселения Муезерского района Республики Карелия.

## Общие сведения
Площадь озера — 1 км². Располагается на высоте 178,3 метров над уровнем моря.
Форма озера лопастная, продолговатая, вытянуто с северо-запада на юго-восток. Берега озера каменисто-песчаные, местами заболоченные.
Из юго-восточной оконечности озеро сообщается короткой протокой с рекой Лагноярви, несущей воды из озёр Чураниярви, Тахкоярви и Лагно и в текающей в озеро Мяндуярви.
Населённые пункты возле озера отсутствуют. Ближайший — деревня Колвасозеро — расположен в семнадцати километрах к северо-востоку от озера.
Озеро расположено в десяти километрах от Российско-финляндской границы.
Код водного объекта в государственном водном реестре — 01050000111102000011028.